# Nyugotszenterzsébet
Nyugotszenterzsébet é um município da Hungria, situado no condado de Baranya. Tem 9,23 km² de área e sua população em 2019 foi estimada em 239 habitantes.